# Oskar Øksnes
Oskar Ingemann Øksnes (* 11. April 1921 in Kvam; † 27. März 1999) war ein norwegischer Politiker der Arbeiderpartiet (Ap). Er war von Juni 1964 bis Oktober 1965 Staatssekretär und von Januar 1976 bis Oktober 1981 der Landwirtschaftsminister seines Landes.

## Leben
Von 1944 bis 1947 besuchte er die norwegische Landwirtschaftshochschule (Norges Landbrukshøyskole). Anschließend arbeitete für das damalige Fylke Nord-Trøndelag in der Verwaltung und der Beratung der Landwirte. Zwischen 1952 und 1953 war Øksnes mit einem Sonderauftrag am Landwirtschaftsministerium tätig. Im Jahr 1963 wurde er der Fylkeslandbrukssjef, also der Chef des Landwirtschaftsbereichs, von Møre og Romsdal. In der Zeit zwischen 1955 und 1962 war er zudem der stellvertretende Bürgermeister in der damaligen Kommune Egge. Egge ist heute Teil von Steinkjer.
Øksnes wurde am 17. April 1964 zum Staatssekretär im Landwirtschaftsministerium ernannt, was er unter Minister Leif Granli bis zum 12. Oktober 1965 blieb. Danach kehrte er zu seinem Posten als Fylkeslandbrukssjef zurück. Zwischen 1967 und 1975 saß Øksnes im Kommunalparlament von Molde und er war Abgeordneter im Fylkesting von Møre og Romsdal. Im Jahr 1975 wechselte er als Fylkeslandbrukssjef zurück in das Fylke Nord-Trøndelag.
Am 15. Januar 1976 wurde Øksnes zum Landwirtschaftsminister in der neu gebildeten Regierung Nordli ernannt. Er übte das Amt ab dem 4. Februar 1981 weiter in der Regierung Brundtland I bis zu deren Abtritt am 14. Oktober 1981 aus. Danach arbeitete er bis 1986 erneut als Fylkeslandbrukssjef.

## Auszeichnungen
- 1987: Sankt-Olav-Orden („Ritter 1. Klasse“)[1]